# Троицкий Болдин монастырь
Троицкий Болдин монастырь (Троице-Болдин монастырь, Свято-Троицкий Герасимо-Болдинский монастырь) — мужской православный монастырь Смоленской епархии Русской православной церкви, расположенный в деревне Болдино Смоленской области в 15 километрах от города Дорогобужа.

## История

### Средневековый период

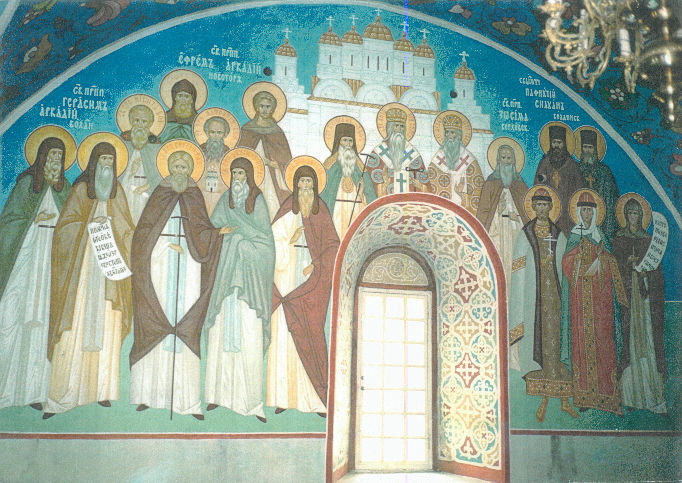
Фреска «Собор святых» во Введенской церкви (XIX век); основатель монастыря Герасим Болдинский — второй слева

Монастырь был основан в 1530 году преподобным Герасимом Болдинским, мощи которого были захоронены в монастыре под спудом. В XVI веке монастырь неоднократно получал дары: земли от царя, крупные вклады от бояр и состоятельных людей; обитель занималась и собственной торговой и промысловой деятельностью. К концу XVI века обитель владела более 80 селами и деревнями в Дорогобужском уезде, около 20 монастырскими деревнями в других уездах, мельницами, охотничьими и бортными угодьями, скотными дворами, рыбными ловлями. Монастырские подворья и торговые лавки существовали в Дорогобуже, Вязьме, Смоленске, Москве.
На месте строительства будущего монастыря подвизался и был погребен затворник Аркадий Дорогобужский, прославленный в лике преподобных Русской церковью.
Каменное строительство в монастыре развернулось в 1590-х годах. Тогда были выстроены пятикупольный Троицкий собор (взорван, ныне почти восстановлен), колокольня (сохранилась), трапезная палата с церковью Введения во храм Богородицы (сохранились) и стены (перестроены). Согласно гипотезе П. Д. Барановского, в строительстве принял участие государев зодчий Фёдор Конь.
С 1617 по 1654 годы Дорогобужский край находился в составе государства Речь Посполитая. Монастырь опустел; позже его строения были переданы Смоленскому иезуитскому коллегиуму. Монастырь возрождён в 1654 году, когда смоленские земли вновь вошли в состав Русского царства. Обитель не смогла сохранить за собою былых богатств: к концу XVII века ей принадлежало около 20 деревень.

### XVIII век — начало XX века

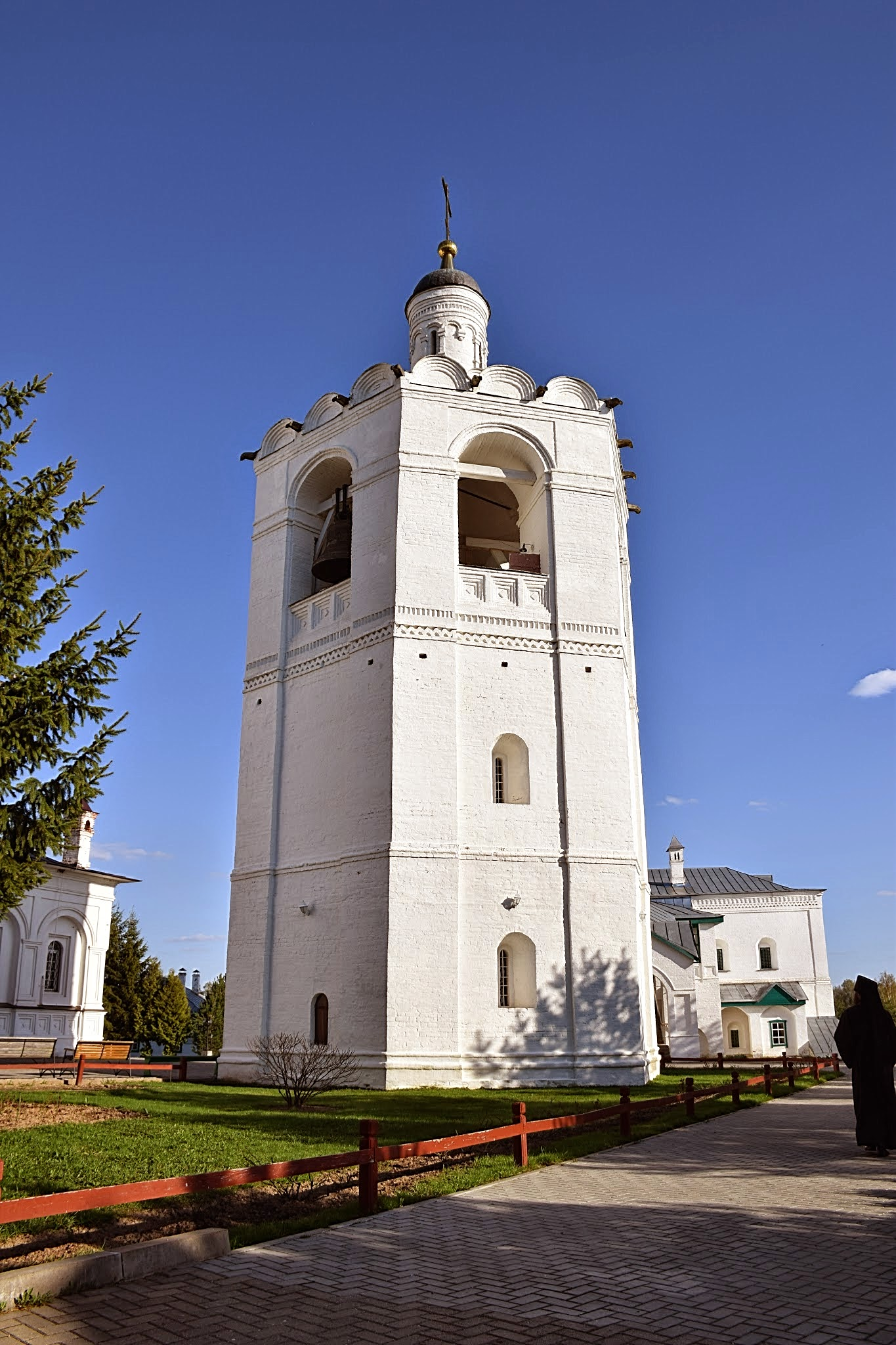
Колокольня Троице-Болдина монастыря

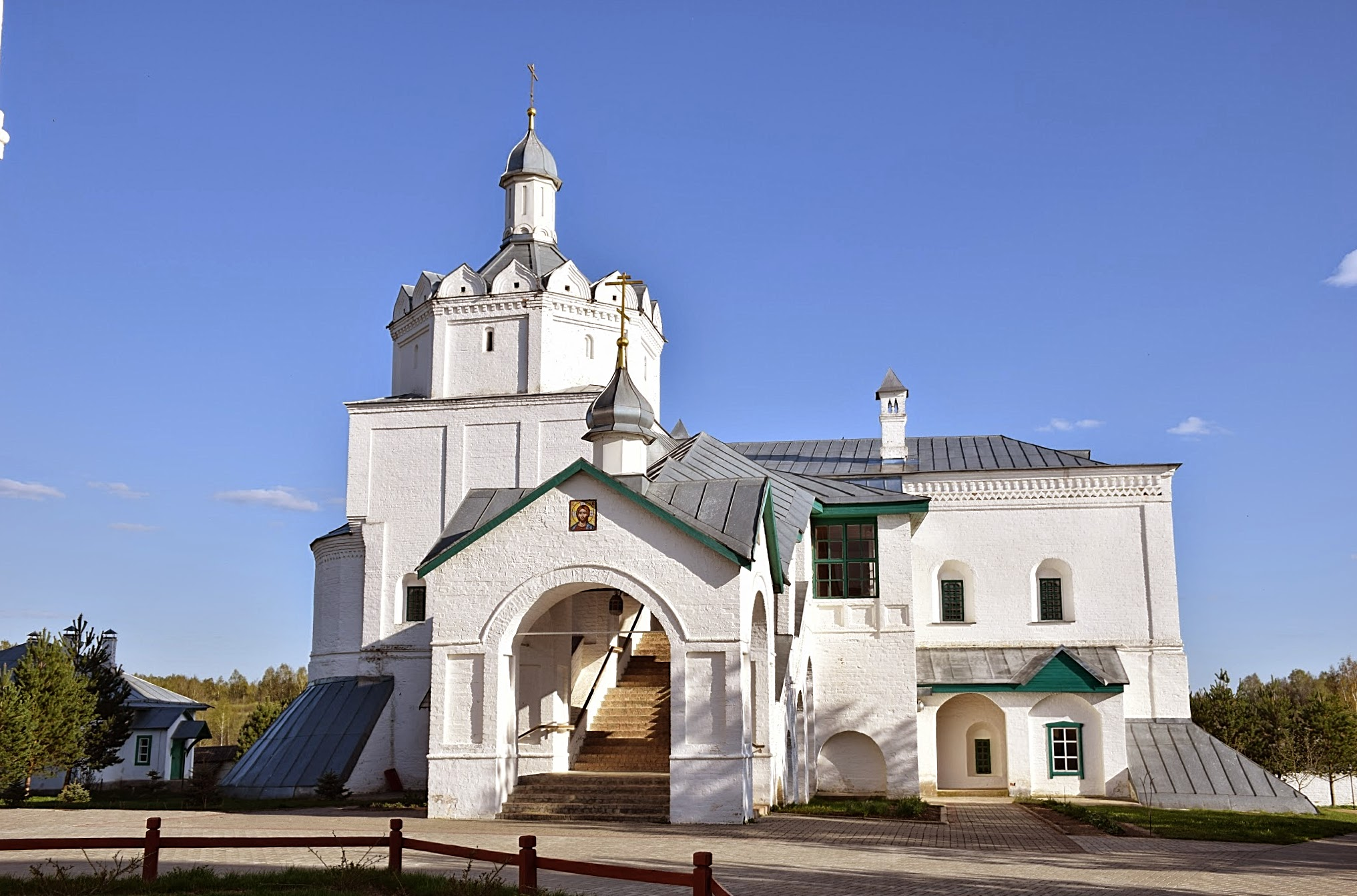
Введенская церковь с монастырской трапезной

В начале XVIII века святителем Иоанном (Максимовичем) в монастыре была открыта типография. В ней печатались богослужебные книги, учебные пособия, сочинения духовно-нравственного содержания, включая труды самого Иоанна, переводы с латыни.
В 1764 году, согласно манифесту, подписанному Екатериной II (1764) у монастыря были отобраны все земли. Большую помощь монастырю оказал благотворитель — князь Андрей Долгоруков. Тем не менее, монастырь был приписан к III классу штатных монастырей и стал получать государственное финансирование.
На 1870—1880-е годы приходится новый расцвет монастыря. Настоятелем был назначен иеромонах (впоследствии архимандрит) Андрей (Васильев). За время его 24-летнего управления монастырем были отремонтированы и перестроены все существовавшие здания и храмы монастыря, построены новые Святые ворота, часовня на месте кельи св. Герасима Болдинского, деревянные кельи, хозяйственные здания, гостиница для паломников, настоятельский дом, просфорная, мельница на озере, высажен сад (в 700 корней). Он же на основе двух древних текстов написал и издал новое «Житие Преподобного Герасима».
В 1919—1927 годах в монастыре были проведены реставрационные работы под руководством П. Д. Барановского. В бывших монастырских зданиях организован историко-художественный музей, в экспозицию которого, в числе прочих экспонатов, вошли фрагменты изразцовых печей XVII-XVIII веков, деревянная скульптура, собранная М. И. Погодиным. На территорию обители был перевезён деревянный храм из села Усвятье.

### Упразднение и возрождение монастыря
В ноябре 1929 года монастырь был официально закрыт. В Троицком соборе разместилось зернохранилище, во Введенском храме — колхозный сырзавод, в часовне — сепаратор для переработки молока.
Во время Великой Отечественной войны Болдинский монастырь был базой партизанских отрядов; в зданиях бывшей обители разместились ремонтные мастерские. В марте 1943 года при отступлении немцы заминировали и взорвали старинные постройки — Троицкий собор, Введенский храм и колокольню.
В 1964 году началась реставрация монастыря по сохранившимся обмерам и фотографиям под руководством П. Д. Барановского. Они продолжаются и поныне (руководитель — ученик Барановского А. М. Пономарёв, умер 25 ноября 2021 года).
В 1991 году Болдинский монастырь передан Русской православной церкви.
В настоящее время восстановлена каменная стена с четырьмя башнями, колокольня, трапезная палата с Введенской церковью. Среди других построек — деревянный дом игумена, сторожка у Святых ворот, каменный келейный корпус, каменный казначейский корпус на подклете, деревянная часовня на монастырском кладбище. Каменная часовня была перестроена в храм во имя преподобного Тихона Задонского. Троицкий собор освящён патриархом Кириллом в июне 2010 года.
Возрождён монастырский некрополь. Среди сохранившихся захоронений — могила семьи Вистицких, с металлической оградой и двумя гранитными колоннами: Стефана Вистицкого и его сыновей — Михаила Степановича (генерал-майор, в 1812 году был назначен генерал-квартирмейстером русской армии), Семёна Степановича (генерал-майор, в 1813 году возглавивший Смоленское ополчение после генерала Н. П. Лебедева; автор одного из первых учебников по тактике), Василия Степановича (бригадир), Андрея Степановича (генерал-майор) и Дмитрия Степановича (полковник).
Монастырь имеет подворье (деревянный храм) в Дорогобуже; патронирует открытие Дмитровского женского монастыря в Дорогобуже.
Нынешний настоятель монастыря — архимандрит Антоний (Мезенцов).